# Ибрагим II (Ширваншах)
Шейх Ибрагим II, или Шейхшах (ум. 1524) —  7-й ширваншах (правитель государства Ширваншахов) из династии Дербенди. Пришел к власти после свержения своего племянника Султан Махмуда.

## Приход к власти
После взятия Шемахи в 1500 году Исмаил I Сефеви узнал, что сын погибшего ширваншаха Фаррух Йасара I Ибрагим укрылся с остатками ширванских войск в крепости Шахр-и-ноу на берегу Каспийского моря. Исмаил приказал полководцу Хулафу-беку с частью войск взять крепость и сам покинул Ширван. Увидев, что силы не равны, Ибрагим со своими приближенными отплыл в Гилян. По разным данным, он укрывался у гилянских правителей Каркийа Мирза Али или Хусам ад-Дина. В 1502 году Ибрагим без боя занял трон Ширвана, покинутый Султан Махмудом. Сефевидский наместник Шахгельди-ага был вынужден оставить Ширван.

## Правление
Население было довольно наступившим справедливым правлением Шейхшаха. В 1505/1506 Султан Махмуд, получивший поддержку Сефевидов, во главе кызылбашского войска вторгся в Ширван с целью вернуть трон, захватил Шемаху и Шабран и осадил крепость Бигурд, где укрылся Шейхшах со своими войсками. Положение ширваншаха было тяжелым, однако после трех месяцев осады Султан Махмуд был убит своим рабом. Шейх Ибрагим, не дожидаясь утра, напал на кызылбашей; захваченные врасплох кызылбаши бежали, но многие попали в плен и были уничтожены.
Шейхшах не оставил мысли о независимом управлении Ширваном и, воспользовавшись завоевательными походами Исмаила, в 1507/1508 перестал платить дань Исмаилу и непочтительно принял его представителей. В 1509 году Исмаил предпринял второй поход на Ширван, вызванный нежеланием Шейха Ибрагима платить дань. Шейхшах, услышав об этом, укрылся в Бигурде. Часть своих эмиров Исмаил послал захватить Шемаху, а сам отправился брать Баку. Жители Баку, как и Шабрана и других крепостей Ширвана покорились Сефевидам без боя. Наместником этих крепостей был назначен Леле-бек Шамлу. Однако дербентские эмиры Йар Ахмад Ага и Мухаммед-бек, надеясь на прочность дербентских укреплений, не выступили на встречу шаху и не послали подарков. В ответ Шах Исмаил начал осаду Дербента. Кызылбаши сделали 12 подкопов; осажденные дербентцы сбрасывали на них стрелы и камни. В конце концов, увидев бесполезность сопротивления, дербентские эмиры сдались. Исмаил приказал перенести останки своего отца Шейх Гейдара, 22 года пролежавшие в Табасаране, в фамильную усыпальницу в Ардебиле. После этого, проведя зимовку в Карабахе, вернулся в Тебриз и начал готовить новый поход на Хорасан.
Шейх Ибрагим II после похода Исмаила на Ширван, видя его успехи и победы, решил с ним сблизиться и платить дань. После победы Исмаила I над Шейбани-ханом в 1511 году Шейхшах, наряду с другими правителями, отправил ко двору Исмаила послов и поздравил его с победой, после чего между ними наладились дружественные отношения. В 1518 году Исмаил I пригласил Шейхшаха на торжества по случаю рождения своего сына Сам Мирзы. Шейхшах послал Исмаилу драгоценные подарки, а вскоре явился сам. В 1521 году сын Шейха Ибрагима II Султан Халил женился на дочери сефевидского шаха Перихан-ханум. В 1523 году Исмаил изъявил желание жениться на дочери ширваншаха, и 5 ноября была пышно отпразднована свадьба.
Шейх Ибрагим II умер в 1524 году после 22 лет правления. Согласно турецкому историку XVII века Мюнеджжим-баши, его правление было справедливым и беспристрастным.

## Семья
У Шейха Ибрагима II было несколько сыновей.
- Султан Халил (Халил-улла II) — следующий ширваншах[3].
- Мухаммед Мирза — позже прибыл ко двору сефевидского шаха Тахмаспа I. Погиб в бою с узбеками в 1528/1529 году[3].
- Музаффар Мирза — ушел в страну Шамхала, своего родственника, и остался там под его покровительством[3].
- Фаррухшийар (Фаррух Йасар II), также Фаррух Мирза или Султан Фаррух —  в 1527/1528 оспаривал власть у своего брата Халил-уллы и на несколько месяцев захватил власть в Ширване, чеканил от своего имени монеты[3][4]. Однако был изгнан Халил-уллой и также бежал к Шамхалу, получив его покровительство[3][4]. Вероятно умер в 1527/1528[3]. Отец последнего ширваншаха Шахруха[3].

Также у него была дочь, которую он выдал за сефевидского шаха Исмаила I.